# Fernando Narigudo
Fernando Guisini Neto, mais conhecido como Fernando Narigudo ou simplesmente Fernando (Lençóis Paulista, 8 de março de 1954) é um ex-futebolista brasileiro, que atuava como zagueiro.

## Carreira

### Jogador
Foi formado nas categorias de base do Comercial de Ribeirão Preto., onde foi revelado pelo clube em 1974
Após se destacar pela equipe do interior, Fernando foi contratado pelo Santos em 1975. Estreou em 6 de setembro, na vitória por 2x0 sobre o CSA na Vila Belmiro, pelo Campeonato Brasileiro.
Em 1976 e 1977, foi titular absoluto da zaga santista: Dos 65 jogos disputados pelo Alvinegro em 1976, Fernando atuou em 63; Em 1977, dos 78 jogos do Santos na temporada, o zagueiro participou de 69. Jogou com Pelé no jogo oficial de despedida do Rei em 1977, em amistoso do New York Cosmos contra o Santos.
Fez parte do grupo Campeão Paulista de 1978.
Permaneceu na equipe santista até o fim do ano de 1979. Sua última partida foi um amistoso contra o CE Paysandu-SC, realizado em 16 de dezembro no Estádio Augusto Bauer. Pelo Santos, fez 254 jogos e marcou 2 gols.
Se transferiu para o Londrina, onde foi o capitão da equipe na conquista dos títulos da Taça de Prata de 1980 e do Campeonato Paranaense de 1981.
Após deixar o Londrina, passou por Náutico e Marília.
Foi vice-campeão brasileiro de 1986 com o Guarani, como reserva de Ricardo Rocha.
Depois, passou por Atlético-PR, União São João, Nacional, Grêmio Sãocarlense, Bandeirante, Paraguaçuense e encerrou sua carreira na Matonense, em 1992.

### Treinador
Após pendurar a chuteiras, iniciou sua carreira de treinador. Dirigiu diversas equipes do interior de São Paulo, como a própria Matonense, o Taquaritinga, o VOCEM, em 1993 e 2001, entre outros.
Em 1997, foi técnico do Marilia na Copa São Paulo de Juniores.
Em 2004, assinou contrato com o Joseense.
Em 2008, dirigia o Flamengo de Pirajuí, da segunda divisão paulista.
Em 2009, ele foi dirigir o time juniores do Cene na Copa São Paulo.
Voltou a dirigir o Marília em duas Copas São Paulo, em 2011 e 2012. Ainda em 2012, foi técnico do Assisense no Campeonato Paulista da Segunda Divisão sub-20.
Começou 2022 treinando o Sub-20 do Náutico de Roraima no Campeonato Roraimense da categoria. Em maio de 2022, assumiu o time principal na sequência da Série D do Campeonato Brasileiro.